# Bettendorf, Haut-Rhin
Bettendorf är en kommun i departementet Haut-Rhin i regionen Grand Est (tidigare regionen Alsace) i nordöstra Frankrike. Kommunen ligger i kantonen Hirsingue som tillhör arrondissementet Altkirch. År 2022 hade Bettendorf 460 invånare.

## Befolkningsutveckling
Antalet invånare i kommunen Bettendorf
| Referens: INSEE |